# جائزة المكسيك الكبرى 1966
جائزة المكسيك الكبرى 1966 هو سباق فورمولا 1 أقيم بتاريخ 23 أكتوبر 1966 في مدينة مكسيكو، المكسيك. كان التاسع من أصل 9 في بطولة العالم لسباقات الفورمولا واحد موسم 1966. حلّ البريطاني جون سورتيس أولا بينما جاء الأسترالي جاك برابهام في المركز الثاني وحصل على المركز الثالث النيوزلندي ديني هولم.